# Oszyk (herb szlachecki)

Herb Oszyk - odmiana

Oszyk (Orszyk, Orszyki) – odmiana polskiego herbu szlacheckiego Łabędź.

## Opis herbu
Księga Herbowa Rodów Polskich J. Ostrowskiego opisuje herb następująco:
W polu srebrnem łabędź, pod którym z lewej strony kotwica ukośnie w prawo zwrócona, z prawej zaś strony pod tymże łabędziem łuk złoty z trzema grotami także w prawo ukośnie zwrócony. Nad hełmem w koronie trzy pióra strusie.
Nazwa pochodzi od przydomka najwcześniejszego znanego przodka rodu Sienkiewiczów - Piotra "Oszyka", pułkownika wojsk polskich, herbu Łabędź, który pojawia się w dokumentach pod koniec XVI w.. Prawdopodobnie jest to skrócenie zdrobnionego zawołania "Pietroszyk" - które z czasem przyjęło taką formę. Inne tezy określają, że może być to nazwa topograficzna związana z miejscem zamieszkania - w XVI wieku spotykamy na Żmudzi miejscowość o nazwie "Oszykowe Pole" (lit. "Oszykis Laukas").

## Najwcześniejsze wzmianki
Adam Boniecki twierdzi, że herb Oszyk datuje się od niedawna, od Stanisława Augusta. Istotnie - po raz pierwszy opis herbu pojawia się w dokumencie nobilitacyjnym nadanym Michałowi Sienkiewiczowi (pradziadkowi Henryka) w 1775 roku.
Czytamy w nim:
W nagrodę zasług ludzi mądrością i innemi cnotami obdarzonych za powszechną stanów zgromadzonych i skonfederowanych zgodą, z potomstwem obojga płci żyjącem i mającem się urodzić, do klejnotu szlachectwa polskiego przypuszczamy i onym, gdy przysięgę na wierność Nam, Królowi i Rzeczypospolitej przed Wielmożnymi Pieczętarzami wykonają i obowiązki prawem na teraźniejszym sejmie ustanowione dopełnią, dyplomy szlachectwa z Kancelarji Narodowych wydać zlecamy.
W dokumencie nobilitacyjnym widnieje nazwisko Michała Sienkiewicza, który przyznawał herb "Oszyk" vel "Oszyki". Jest to odmiana udostojniona herbu Łabędź, którym posługiwali się przodkowie Michała. W korespondencji Marcina Sienkiewicza z lat 1728 i 1730 widnieje pieczęć łabędzia z trzema strzałami. Po przeniesieniu się rodziny w granice Korony, do rysunku herbu zostały dodane kotwica i łuk, i taką formę zatwierdziła Heroldia Królestwa Polskiego.
Henryk Sienkiewicz używał pieczęci z herbem w takiej postaci w korespondencji w latach 90. XIX w.

## Znani herbowni
- Henryk Sienkiewicz – polski pisarz
- Bartłomiej Sienkiewicz - minister kultury i dziedzictwa narodowego